# ميغيل رويز
ميغيل رويز (بالإنجليزية: Miguel Ruiz)‏ هو شخصية أعمال أمريكي، ولد في 1856 في سان خوان في بورتوريكو، وتوفي في 1912.